# Rilakkuma
Rilakkuma (リラックマ Rirakkuma) é um personagem japonês desenhado por Aki Kondo, produzido pela San-X no ano de 2003. Rilakkuma e Tarepanda, outro personagem da San-X, têm sido considerados como os "grandes sucessos no Japão" pelo The New York Times, um jornal de circulação diária, internacionalmente conhecido. Em maio de 2010, Rilakkuma classificado como o quinto personagem mais popular no Japão, em um levantamento da Databank.
A empresa San-X mensalmente cria novos personagem. Aki Kondo criou o personagem quando viu em um programa de televisão sobre cães. Ela desejava possuir um animal de estimação, porque naquela época ela estava muito ocupada trabalhando e esperava por uma vida mais relaxante. Rilakkuma é uma encarnação de seu desejo.
Em julho de 2009, a Bandai lançou uma edição exclusiva de Rilakkuma com temas notebook computadores.

## Livros ilustrados
- Rilakkuma Seikatsu - Daradara Mainichi no Susume (Aki Kondou, Março de 2004)
- Dararan Biyori - Rilakkuma Seikatsu 2 (Aki Kondou, Novembro de 2004)
- Tori Dayori - Rilakkuma Seikatsu 3 (Aki Kondou, maio de 2005)
- Kuma Goyomi - Rilakkuma Seikatsu quatro (Aki Kondou, setembro de 2006)
- Utatane Kibun - Rilakkuma Seikatsu 5 (Aki Kondou, setembro de 2007)
- Bonyari Kinenbi - Rilakkuma Seikatsu 6 (Aki Kondou, agosto de 2008)
- Yanwari Jozu - Rilakkuma Seikatsu 7 (Aki Kondou, outubro de 2010)

## Livros da etiqueta
- Rilakkuma Daradara Shiiru Bukku (Aki Kondou, Novembro de 2004)
- Rilakkuma Dara Pika Shiiru Bukku (Aki Kondou, maio de 2005)
- Rilakkuma Gorogoro Shiiru Bukku (Aki Kondou, setembro de 2006)
- Rilakkuma Howa Pika Shiiru Bukku (Aki Kondou, setembro de 2007)
- Rilakkuma Nohohon Shiiru Bukku (Aki Kondou, agosto de 2008)

### Jogos
- Rilakkuma nd Mainichi (Companhia Rocket, Game Boy Advance , Abril de 2005)
- Rilakkuma ~ ~ Ojamashitemasu 2 Shuukan ( intercanal , PlayStation 2 , setembro de 2005)
- Watashi no Rilakkuma (Companhia Rocket, Nintendo DS , Abril de 2007)
- Chokkan Asonde Rilakkuma (Smilesoft, Nintendo DS , setembro de 2008)
- Rilakkuma Minna de Goyururi Seikatsu (OMP, Nintendo Wii , março de 2009)
- Norinori Rilakkuma hit Ongaku (Smilesoft, Nintendo DS , Dezembro 2010)

Serie Animada

A Netflix estreiou em 19 de abril de 2019 a série Rilakkuma e Kaoru, uma série animada em stop-motion.

## References
1. ↑  Tabuchi, Hiroko (14 de maio de 2010). «In Search of Adorable, as Hello Kitty Gets Closer to Goodbye». NYTimes.com
2. ↑  Interview with Aki Kondo (in Japanese)  Arquivado em 5 de dezembro de  2008, no Wayback Machine.. 11 de novembro de 2006.
3. ↑  "Bandai Rilakkuma netbook suffers from serious supercutitis", Engadget, 13 de julho 2009. Retirado 24 de julho de 2009.